# Harold Berners Walker
Sir Harold Berners „Hooky“ Walker, KCMG (* 19. Oktober 1932) ist ein ehemaliger britischer Diplomat, der unter anderem von 1979 bis 1981 Botschafter in Bahrein, zwischen 1981 und 1986 Botschafter in den Vereinigten Arabischen Emiraten, von 1986 bis 1990 Botschafter in Äthiopien sowie zuletzt zwischen 1990 und 1991 Botschafter im Irak war.

## Leben
Harold Berners Walker, dessen Vater Sir Harold Thomas Walker Admiral der Royal Navy war, leistete nach dem Besuch des renommierten 1382 gegründeten Winchester College Militärdienst bei den Royal Engineers und war zuletzt Leutnant (Second Lieutenant). Anschließend absolvierte er von 1952 bis 1955 ein Studium am Worcester College der University of Oxford und trat danach 1955 in den diplomatischen Dienst (HM Diplomatic Service) des Außenministeriums (Foreign and Commonwealth Office) ein. Er fand in der Folgezeit zahlreiche Verwendungen an Auslandsvertretungen sowie im Außenministerium. Nachdem er 1957 einen Kurs für die arabische Sprache am Middle East Centre for Arab Studies (MECAS) in Beirut absolviert hatte, war er anschließend zwischen 1958 und 1960 Assistierender Politischer Agent in Dubai. Nach einer Verwendung im Außenministerium zwischen 1960 und 1963 unterrichtete er von 1963 bis 1964 selbst als Leitender Ausbilder am Middle East Centre for Arab Studies, ehe er zwischen 1964 und 1966 Erster Sekretär an der Botschaft in Ägypten war.
Danach fungierte Walker von 1966 bis 1967 als Kanzler und Konsul an der Botschaft in Syrien und fand anschließend zwischen 1967 und 1970 abermals Verwendung im Außenministerium. Daraufhin war er von 1970 bis 1973 Erster Sekretär für Handelsangelegenheiten an der Botschaft in den USA sowie zwischen 1973 und 1975 Botschaftsrat und Kanzler an der Botschaft in Saudi-Arabien, die sich damals noch in Dschidda befand. Im Anschluss wurde er 1975 stellvertretender Leiter des Referats Personalangelegenheiten und war zwischen 1976 und 1979 Leiter dieses Referats im Außenministerium. 1979 wurde er für seine Verdienste Companion des Order of St Michael and St George (CMG). Als Nachfolger von Edward Given wurde er 1979 Botschafter in Bahrein und verblieb auf diesem Posten bis zu seiner Ablösung durch David Crawford 1981. 1981 löste er David Roberts als Botschafter in den Vereinigten Arabischen Emiraten ab. Er verblieb auf diesem Posten bis 1986 und wurde daraufhin von Michael Tait abgelöst.
Als Nachfolger von Brian Barder wurde Harold Walker 1986 Botschafter in Äthiopien und verblieb auf diesem Posten bis zu seiner Ablösung durch James Glaze 1990. Zuletzt löste er 1990 Terence Clark als Botschafter im Irak ab. Er verblieb auf diesem Posten bis 1991, als die Botschaft aufgrund des Zweiten Golfkrieges geschlossen wurde. 1991 wurde er zum Knight Commander des Order of St Michael and St George (KCMG) geschlagen und führte seither den Namenszusatz Sir. 1992 trat er schließlich in den Ruhestand.
Harold Berners Walker ist seit 1960 mit Jane Bittleston verheiratet, Tochter von Kapitän zur See C. J. L. Bittleston.